# Ian Black (voetballer, 1985)
Ian Black (Tranent, 14 maart 1985) is een Schotse voetballer (middenvelder) die uitkwam voor Inverness Caledonian Thistle FC en Heart of Midlothian FC.
Hamill speelde in de periode 2005-2009 twee wedstrijden voor Schotland B, daarin kon hij geen doelpunt scoren.

## Statistieken
| Seizoen         | Club            | Competitie      | Premiership | Premiership | Scottish Cup | Scottish Cup | League Cup | League Cup | Challenge Cup | Challenge Cup | Europa | Europa | Totaal | Totaal |
| Seizoen         | Club            | Competitie      | Wed.        | Dlp.        | Wed.         | Dlp.         | Wed.       | Dlp.       | Wed.          | Dlp.          | Wed.   | Dlp.   | Wed.   | Dlp.   |
| --------------- | --------------- | --------------- | ----------- | ----------- | ------------ | ------------ | ---------- | ---------- | ------------- | ------------- | ------ | ------ | ------ | ------ |
| 2004-2005       | Inverness FC    | Premiership     | 13          | 0           | 0            | 0            | 0          | 0          | 0             | 0             | 0      | 0      | 13     | 0      |
| 2005-2006       | Inverness FC    | Premiership     | 26          | 1           | 3            | 0            | 2          | 0          | 0             | 0             | 0      | 0      | 31     | 1      |
| 2006-2007       | Inverness FC    | Premiership     | 26          | 0           | 1            | 0            | 0          | 0          | 0             | 0             | 0      | 0      | 27     | 0      |
| 2007-2008       | Inverness FC    | Premiership     | 33          | 3           | 1            | 0            | 1          | 0          | 0             | 0             | 0      | 0      | 35     | 3      |
| 2008-2009       | Inverness FC    | Premiership     | 34          | 4           | 2            | 0            | 0          | 0          | 0             | 0             | 0      | 0      | 36     | 4      |
| 2009-2010       | Hearts FC       | Premiership     | 26          | 1           | 1            | 0            | 3          | 0          | 0             | 0             | 2      | 0      | 32     | 1      |
| 2010-2011       | Hearts FC       | Premiership     | 32          | 1           | 1            | 0            | 1          | 0          | 0             | 0             | 0      | 0      | 34     | 1      |
| 2011-2012       | Hearts FC       | Premiership     | 29          | 2           | 6            | 0            | 0          | 0          | 0             | 0             | 3      | 0      | 38     | 2      |
| 2012-2013       | Rangers FC      | Second Div.     | 29          | 2           | 3            | 0            | 3          | 0          | 3             | 0             | 0      | 0      | 35     | 2      |
| 2013-2014       | Rangers FC      | League One      | 32          | 2           | 5            | 0            | 1          | 0          | 4             | 1             | 0      | 0      | 42     | 3      |
| 2014-2015       | Rangers FC      | Championship    | 4           | 1           | 0            | 0            | 1          | 0          | 1             | 0             | 0      | 0      | 6      | 1      |
| Carrière totaal | Carrière totaal | Carrière totaal | 284         | 17          | 23           | 0            | 12         | 0          | 8             | 1             | 5      | 0      | 332    | 18     |

## Trivia
- Zijn vader, Ian Black sr., was voorheen ook voetballer van onder andere Hearts FC en rivaal Hibernian FC.
- Zijn opa, Peter Black, was ook actief in het voetbal. Hij speelde zijn wedstrijden als doelman.